# Taurus-Littrow

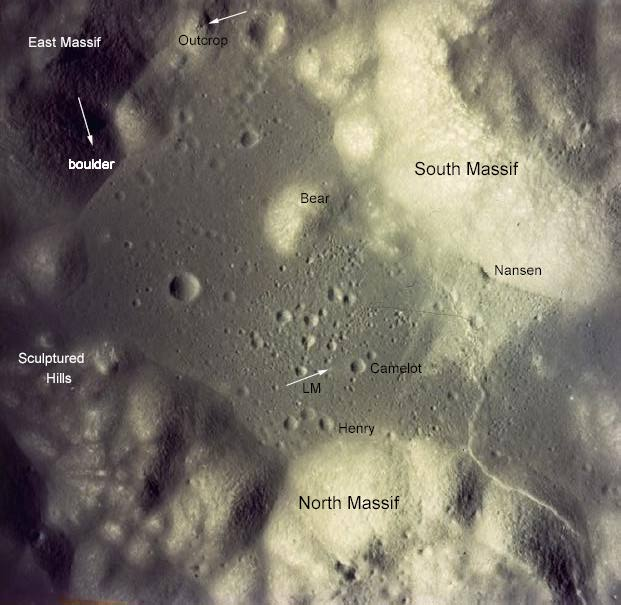
Hình chụp trên cao thung lũng Taurus–Littrow (phía bắc là đáy).

Taurus–Littrow là một thung lũng Mặt trăng nằm ở phía gần tại tọa độ 20,0 ° N 31,0 ° E. Nó là địa điểm hạ cánh cho tàu Apollo 17 của Mỹ trong tháng 12 năm 1972, chuyến tàu có người lái cuối cùng đến mặt trăng cho đến nay. Thung lũng nằm ở rìa đông nam của Mare Serenitatis cùng một vành đai vòng các núi hình thành giữa 3,8 và 3,9 tỉ năm trước, khi một vật thể lớn tác động đến Mặt trăng, tạo thành Mare Serenitatis và đẩy các tảng đá ra ngoài và lên trên. Taurus–Littrow nằm trong dãy núi Taurus và phía nam của Littrow miệng núi lửa, mà thung lũng được được tên theo. Tên của thung lũng, đặt ra bởi phi hành đoàn Apollo 17, cuối cùng đã được sự chấp thuận của Hiệp hội Thiên văn Quốc tế vào năm 1973.
Dữ liệu được thu thập trên Apollo 17 cho thấy rằng thung lũng được tạo thành chủ yếu của đá có từng lớp breccia giàu fenspat trong các khối núi lớn xung quanh thung lũng và bazan nằm dưới đáy thung lũng, được bao phủ bởi một lớp bở rời của regolith, hoặc các vật liệu hỗn hợp, hình thành bởi các sự kiện địa chất khác nhau. Taurus–Littrow được chọn làm địa điểm hạ cánh Apollo 17 sau khi các địa điểm đề xuất khác đã bị loại vì lý do khác nhau. Địa điểm hạ cánh đã được lựa chọn với mục tiêu lấy mẫu nguyên liệu vùng cao và vật liệu núi lửa trẻ trong cùng một vị trí.